# Ahmed Ben Bella
Ahmed Ben Bella (أحمد بن بلة en árabe) (Orán, Argelia, 25 de diciembre de 1916 - Argel, Argelia, 11 de abril de 2012) fue un político argelino. Fue el primer presidente de la República Argelina Democrática y Popular después de su independencia en 1962 y del fin del gobierno provisional de Ferhat Abbas, el 15 de septiembre de 1963, hasta que fue depuesto por un Golpe de Estado el 19 de junio de 1965. Ben Bella jugó un importante papel durante la Guerra de Independencia contra Francia siendo líder del FLN, una organización que recibía y coordinaba armamento extranjero así como estrategias políticas desde el Cairo, Egipto. A pesar de no estar presente en Argelia, las autoridades francesas trataron de asesinarlo en varias ocasiones. Cuando Argelia obtuvo su independencia en 1962, el Grupo Oujda de Ben Bella tomó el poder en forma provisional de Benyoucef Benkhedda el gobierno después de una corta crisis y Ben Bella fue el primer ministro de Argelia con Ferhat Abbas como Presidente. Ben Bella sucedió a Ferhat Abbas el 15 de septiembre de 1963 después de dejarlo de lado rápidamente y fue elegido Presidente después de ganar las elecciones con el 99.6% de los votos.
Ben Bella persuadió a los socialistas árabes y a los políticos del panarabismo como el mismo lo describe, como un Nasserismo.[cita requerida]
Nacionalizó varias industrias  y estableció buenas relaciones con otros estados árabes y con estados de izquierda como el Egipto de Gamal Abdel Nasser y la Cuba de Fidel Castro. Tuvo conflictos políticos durante su presidencia y tuvo que dar la cara ante enfrentamientos en las fronteras en la Guerra de las Arenas con Marruecos en 1963 y una fallida rebelión del Frente de las Fuerzas Socialistas en contra de su régimen en 1963/1964. Fue expulsado del poder y puesto bajo arresto domiciliario después de un golpe de Estado por su Ministro de Defensa Houari Boumédiène en 1965. Fue liberado de su arresto domiciliario en 1980 y murió en 2012.

## Biografía

### Infancia y juventud
Ahmed Ben Bella, hijo de Embarek Ben Madjoub, de nacionalidad marroquí, nació en Maghniyah, Provincia de Tlemcen, antiguo departamento de Orán, cerca de la frontera con Marruecos, el 25 de diciembre de 1916, si bien otras fuentes fechan su nacimiento el 5 de julio de 1918 y otras distintas en 1919. Sus padres eran campesinos y poseían una pequeña porción de tierra en su localidad natal. Tuvo siete hermanos más, cinco varones y dos mujeres. Cursó estudios secundarios en Tlemcen. Con diecisiete años, se afilió al Partido del Pueblo Argelino (PPA) de Messali Hadj.

### Vida adulta
Durante la Segunda Guerra Mundial, fue llamado a hacer el servicio militar en el ejército francés, donde alcanzó, en 1940, el grado de sargento en el 141.er Regimiento de Infantería Alpina, en Marsella. Ganó la Cruz de Guerra por derribar un stuka en el puerto de la ciudad. En 1944, cuando estaba encuadrado en el 5.º Regimiento de Cazadores marroquíes, se le menciona cuatro veces, incluyendo dos de ellas en la orden del ejército, y el general De Gaulle le impuso en persona la Medalla Militar como premio a su trayectoria durante la Campaña de Italia, donde participó en batallas como Monte Cassino y la liberación de Roma, y durante las campañas de Francia y Alemania en el I ejército del general De Lattre.
Al finalizar la contienda, en mayo de 1945, unas manifestaciones a favor de la independencia de Argelia degeneraron en graves tumultos en la ciudad argelina de Sétif tras el asesinato de un joven manifestante por un policía. Varios miles de amotinados masacraron a un centenar de colonos franceses en pocos días. La violenta represión llevada a cabo en los días siguientes por el ejército francés (1.500 muertos según cifras de la administración francesa, pero otras fuentes afirman que habrían sido 4 o 5 veces más) hicieron comprender a los excombatientes argelinos de la Segunda Guerra Mundial, como Ben Bella, que la participación de las colonias en la lucha contra el nazismo no iba a ser recompensada con su emancipación.
De vuelta a Argelia, Ben Bella retoma su militancia en el seno del Partido del Pueblo Argelino (PPA) en Maghnia, donde consigue que los argelinos puedan participar en la administración municipal. En 1946 es elegido miembro del consejo municipal y se vuelca en el aprovisionamiento de los habitantes, lo que le gana el favor de la población. Pasa a incorporarse al Movimiento por el Triunfo de las Libertades Democráticas (MTLD), partido que nace de una escisión del PPA, donde en 1947 colabora, al lado de Hocine Aït Ahmed, en la creación de un grupo dedicado a la lucha armada contra los franceses para lograr la independencia de Argelia: la Organización Especial (OS). Llega a ser nombrado responsable de organización en la región de Orán. Aït Ahmed le impone en 1949 de la organización y ejecución del ataque contra la Central de Correos de Orán, al objeto de recaudar fondos para la organización, en abril de 1949.
Detenido por las autoridades francesas en Argel en marzo de 1950 por ese sonado atraco, es condenado durante un dramático juicio, a ocho años de cárcel y es confinado en la prisión militar de Blida, ubicada 50 km al sur de Argel, de donde se evade en 1952. Consiguió llegar a Marsella y después a París, donde se esconde en un ático de la calle Rochechouart. Luego, a través de Suiza, llega a El Cairo, Egipto, donde reconstituye la OS con ayuda del coronel Nasser. Debido a las disensiones interiores del MLTD, los miembros de la OS en El Cairo deciden pasar a la acción directa. La debacle francesa en Dien Bien Phu (Indochina) y la autonomía concedida a Túnez refuerzan sus esperanzas.

### Guerra de Argelia
Ben Bella es uno de los nueve jefes históricos que organizan en el seno del Comité Revolucionario de Unión y Acción (CRUA) el levantamiento argelino del 1 de noviembre de 1954 contra la presencia colonial francesa. Es también uno de los fundadores del FLN, el Frente de Liberación Nacional, del que pronto aparece como su máximo jefe. Responsable del aprovisionamiento en armas del pequeño ejército que han creado, la ALN (Armée de libération nationale), realiza numerosos viajes entre Marruecos, Egipto, España e Italia, y escapa con suerte de varios atentados dirigidos por los servicios secretos franceses, siendo considerado uno de los dirigentes de la Revolución argelina.
El 22 de octubre de 1956, el ejército francés desvía y captura el avión civil marroquí a bordo del que viaja, rumbo a Túnez, y es detenido de nuevo junto con sus compañeros Mohamed Khider, Mostefa Lacheraf, Mohammed Boudiaf y Hocine Aït Ahmed. Todos fueron encarcelados en Francia durante 6 años, hasta 1962. Ben Bella fue  confinado en la prisión de La Santé (París), luego en el penal de la isla de Aix y para terminar en la cárcel del castillo de Turquant. Durante su cautiverio su prestigio fue aumentando, mientras que el de las autoridades francesas se veía seriamente mermado, en particular debido a acciones fracasadas como la intervención franco-británica en el canal de Suez. En 1958 Ben bella fue nombrado vicepresidente del primer Gobierno Provisional de la República Argelina (GPRA). Fue liberado como parte de las condiciones de los Acuerdos de Evian, que otorgaron la independencia a Argelia el 19 de marzo de 1962.
En marzo de ese año, Ben Bella era muy consciente de sus limitaciones dentro de la propia Argelia y al mismo tiempo de su imagen internacional. Su primer viaje, antes de regresar a su país, fue a Marruecos, Túnez y Egipto para testimoniar su vocación magrebí. Defensor a ultranza de las tesis defendidas en el pasado, y más tarde por la Unión Nacional de Fuerzas Populares marroquíes (escisión del Istiqlal), que estimaban que la explotación en común de los recursos minerales de Gara Djebilet terminaría con toda querella a propósito de las fronteras heredadas de la colonización. Esta cooperación no era nueva para Ben Bella ni para el FLN. Ya, en septiembre de 1953 el líder marroquí Allal el Fassi y el del FLN, Mohamed Jider, habían anunciado la creación de sendos ejércitos de liberación del Rif y Orán. En abril de 1958 la conferencia de Tánger reunía a representantes del partido Neo Destur, de Habib Burguiba del FLN y del Istiqlal.
Después de la independencia de Argelia, el 1 de julio de 1962, estalló una crisis de dirección en el FLN, que al cabo de unos días terminó con la creación de un gobierno de coalición de facto, en el que Ferhat Abbas y Ahmed Ben Bella representaban las dos alas opuestas del moderantismo y de la revolución popular. La lucha militar entre estas dos tendencias en el seno de la coalición llevó al fortalecimiento del ala de Ben Bella, que el 10 de septiembre entró triunfalmente en Argel mientras el ALN tomaba el control de todo el país. Aquella victoria condujo a la promulgación de los decretos de marzo de 1963 y a la eliminación sucesiva del gobierno de Mohammed Khider, Ferhat Abbas y otros dirigentes moderados, aunque quedan algunos elementos de estos en el gobierno. Estos cambios significaron el fin de la coalición y el establecimiento de un gobierno de trabajadores y campesinos.

### Presidente de Argelia (1963 - 1965)

#### Elección
Pero el Gobierno provisional de la República Argelina (GRPA) recibió un país sin tradición estatal y destrozado por una larga y cruel guerra de liberación. Después del citado período de enfrentamientos, el 29 de septiembre, Ben Bella era investido como presidente del gobierno por la Asamblea Nacional tras derrotar en las elecciones a su rival al poder, Yusuf Ben Jedda. Siendo también nombrado, ese mismo año, jefe del partido único, el FLN. Un año más tarde (1963), era elegido presidente de la República con casi seis millones de votos. Dos días antes, el 8 de septiembre de 1963, se había aprobado en referéndum la Constitución que instauraba un régimen de partido único.
El presidente Ben Bella recibió el apoyo mayoritario del pueblo dispuesto a “combatir” unos años más para edificar un país moderno y desarrollado. En este modelo, los derechos y la estructuración de una sociedad civil son tan poco relevantes que, suspendida la primera constitución por Ben Bella en 1963, no se volverá a elaborar otra hasta 1976. La primera Constitución estableció una forma presidencialista de gobierno. El único obstáculo a los poderes del presidente venía dado por el voto de censura de los dos tercios de la Asamblea Nacional. Con tal autoridad sin prácticamente restricciones, Ben Bella, convertido en máximo mandatario, y gracias a su prestigio personal, pasó a estar cada vez más preocupado por el liderazgo de las naciones del Tercer Mundo, al mismo tiempo que le criticaban de ser en un gobernante cada vez más autocrático.

#### El socialismo argelino

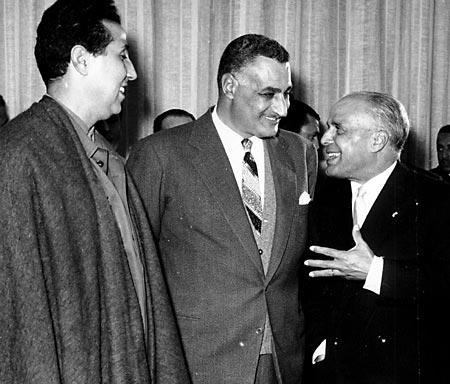
Ben Bella en una reunión con Gamal Abdel Nasser y Habib Burguiba en 1963

Las líneas maestras del programa que Ben Bella quería desarrollar y que, pese a su posterior derrocamiento, siguió llevándose a cabo hasta 1976, se basaban en la nacionalización de los diferentes sectores de la economía. Sin embargo, el régimen argelino rechazó oficialmente el marxismo y el modelo comunista, optando por un modelo económico basado en la autogestión. Se decretó la gestión socialista de las empresas y la Revolución Agraria, se instauró la medicina gratuita, la escolarización obligatoria y la arabización de la enseñanza. Además, se nacionalizaron los servicios públicos y las tierras y empresas de los colonos franceses que habían abandonado el país. Es obvio que muchas de estas medidas tuvieron un carácter positivo y contribuyeron decisivamente a mejorar el nivel de vida de la población, pero la prioridad de las denominadas “industrias industrializantes”, es decir, la industria pesada (en detrimento de la agricultura y de la producción de bienes de consumo) comportó a la larga la descapitalización de la agricultura, el retroceso de la producción agraria y la caída de la productividad industrial, carcomida por la burocratización, la lentitud administrativa, la falta de coordinación y de recambios industriales, el gigantismo empresarial y los “milagros estadísticos”.[cita requerida] En definitiva, el modelo de desarrollo económico adoptado dio muy pronto alarmantes síntomas de inoperatividad.[cita requerida]
En materia de política internacional y dado el cariz socialista de la revolución argelina, el presidente Ben Bella, en uno de sus primeros actos como Jefe del Gobierno, estableció relaciones diplomáticas con Cuba, Yugoslavia, China, la Unión Soviética y otros estados comunistas, lo cual creó posibilidades de recibir una ayuda sustancial de estas fuentes. Por otra parte, la postura activa del gobierno apoyando la revolución colonial en países tales como Angola y Sudáfrica, escenificó la exportación del modelo de revolución argelino. Cuidó sus relaciones con Francia, a la que aseguró los suministros en gas y en petróleo, con Estados Unidos (se reunió con el presidente Kennedy en 1962); pero las relaciones con sus vecinos, Túnez y Marruecos, se mantuvieron muy tensas. Argelia se mostró solidaria con el mundo árabe y apoyó al pueblo palestino en contra de Israel, así como al régimen de Nasser en Egipto.
Ben Bella se convirtió rápidamente en uno de los líderes del llamado tercer bloque de países no alineados, y en defensor y protector de los movimientos revolucionarios africanos. Así mismo, en el aspecto militar, Ben Bella tenía oportunidades excelentes de cobrar fuerza contra el imperialismo. Egipto, los países de Europa oriental y la Unión Soviética pusieron armas a su disposición. Cuba, cuyo presidente Fidel Castro tenía una excelente relación personal con el líder argelino, también le apoyó.

#### El modelo de autogestión de Ben Bella

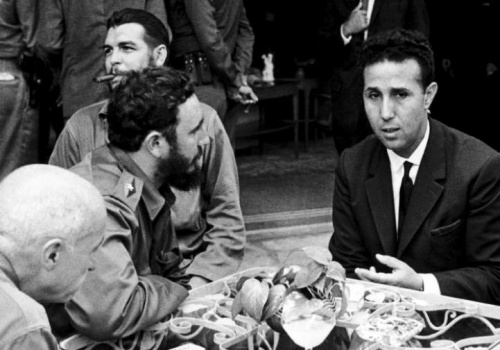
Ben Bella con Fidel Castro y Che Guevara, Cuba, 1962

La guerra de Independencia de Argelia (1954-1962) había causado grandes daños al conjunto de la economía argelina. Más allá de la enorme destrucción material, otro efecto del colapso de la Argelia francesa fue el éxodo masivo del 90% de residentes argelinos europeos (unos dos millones de pied-noirs). El éxodo masivo provocado por la guerra dejaba casi un millón de hectáreas de tierra, en su mayoría dedicadas al cultivo de cereales, abandonadas. Estas tierras fueron nombradas bienes vacantes (biens vacants). El colapso económico, el éxodo de personal cualificado y tal cantidad de tierra desocupada suponía una oportunidad dorada para implementar un modelo nuevo, el de la autogestión agrícola, ideado y propulsado principalmente por  Ahmed Ben Bella y otros pensadores argelinos.
La adjudicación y organización de tales propiedades, cuyos propietarios habían huido del país, fue uno de los primeros retos a los que se enfrentó Ben Bella como presidente. En agosto de 196,  se iniciaron los trámites legales que permitían al estado argelino tomar control temporal de todas las propiedades desocupadas por residentes de origen europeo que habían huido. Desde el principio, la resolución del estatus de los biens vacants se entendió como un primer paso en un proyecto más amplio de construcción del socialismo argelino. Las fincas agrícolas debían colectivizarse y dotar de una nueva significación a la población rural en la nueva nación argelina.

#### Legalización de la autogestión y redistribución de losbiens vacants
En octubre de 1962, Ahmed Ben Bella realiza el primero de una serie de movimientos legales destinados a nacionalizar los biens vacants. Los biens vacants fueron definidos, nacionalizados y organizados bajo un compendio de textos y acciones legales conocidos como los Decretos de Marzo. Los Decretos también dan forma legal a la institucionalización del modelo de autogestión argelina, que a su vez era uno de los pilares ideológicos del socialismo argelino de Ben Bella.
Los Decretos de Marzo, concluidos en 1963 constituyeron el marco fundacional, institucional e ideológico del modelo de autogestión argelina. Organizaban el sistema de la autogestión agraria e industrial, sus unidades, la coordinación entre ellas y el ingreso a estas. Estipulado en los decretos, los trabajadores permanentes de una fábrica o granja se organizaban en una Asamblea General de Trabajadores (assemblé des travailleurs) que debía reunirse tres veces al año. La Asamblea escogía un Consejo de Trabajadores, que a su vez elegía un Comité de Dirección presidido por un Presidente. Los entes del Estado estaban representados por un director, una figura que debía servir como enlace entre el comité y el gobierno central, con formación técnica, que gestionaba la contabilidad y los aspectos legales. El decreto final establecía que una parte de los beneficios debía ir a un fondo de amortización, un fondo social, un fondo de desempleo y un Fondo Nacional de Inversiones, pero los decretos no decían cómo se determinarían las partes. La estructura organizativa de la autogestión estableció un sistema relativamente descentralizado, con nuevos derechos y responsabilidades en manos de los trabajadores y sus representantes elegidos directamente por los trabajadores.
En 1964, casi 2-7 millones de hectáreas de tierras argelinas, abandonadas por los europeos, se habían incorporado al sector socialista y se habían dividido en unas 3.000 unidades autogestionadas, de unas 1.000 hectáreas cada una.
Inspiración del modelo de autogestión
La autogestión, un distintivo clave del socialismo argelino, se inspiró en distintas experiencias socialistas del mundo, desde la Cuba de Fidel Castro hasta la Yugoslavia de Josip Broz Tito. En su círculo de asesores e ideólogos, Ben Bella reunió a varios pensadores marxistas extranjeros, como el trotskista francés Michel Raptis, miembro fundador de la Cuarta Internacional trotskista, Mohammed Harbi, editor de la revista del FLN Révolution Africaine, y el marxista egipcio Suleiman Loftallah, quiénes fueron figuras claves a la hora de elaborar el corpus ideológico del modelo socialista argelino. En una ocasión, Ben Bella le dijo a un periodista francés que "para mí, Castro es un hermano, Nasser es un maestro, pero Tito es un ejemplo".
Existe una suerte de consenso alrededor del hecho de que el modelo que inspiró más a Ben Bella fue el sistema industrial cooperativo yugoslavo. Las técnicas de autogestión económica, conocidas en Argelia como autogestión, se desarrollaron inicialmente en Yugoslavia en los años 50, y fueron precisamente los yugoslavos quienes desempeñaron un papel destacado en el desarrollo de la autogestión argelina hasta la caída de Ben Bella. Inspirado por el socialismo de tercera vía de Yugoslavia, Ben Bella concebía la autogestión como el primer paso en la construcción de un socialismo propio, y la primera etapa de una revolución tanto económica como social. La inspiración en Yugoslavia fue acreditada y respondida en calidad de asistencia técnica y donaciones de material agrónomo. La solidaridad entre Argelia y Yugoslavia debe entenderse en un marco en el que Tito buscaba la cooperación entre países socialistas y sumar más experiencias al socialismo de tercera vía y al movimiento de los no-alineados.
No obstante, el rol y la participación directa de los trabajadores individuales en la toma de decisión y elección de superiores distinguía claramente el sistema de autogestión de Argelia de su modelo inspirador, el yugoslavo. En el modelo argelino, la asamblea de trabajadores elegía a sus representantes por un período de tres años en un comité de trabajadores más pequeño, que a su vez elegía un comité de gestión, uno de cuyos miembros era el presidente. Dependiendo del tamaño de la empresa, el comité de gestión podía incluir desde tres hasta once trabajadores. Como órgano de tamaño medio situado por encima de la asamblea de trabajadores en pleno, el consejo de trabajadores estaba concebido como un contrapeso activo y un órgano de control un control del relativamente pequeño sobre el comité de gestión. El modelo yugoslavo y el argelino diferían en muchos aspectos, por ello es más prudente reconocer al primero como inspiración del segundo, y no como homólogos. Yugoslavia estaba controlada por un partido marxista distinto, y las técnicas de autogestión se aplicaron más en el sector industrial que en el agrario.
Es importante recordar que el sistema de autogestión existió coexistió en todo momento con un sector privado que persistía en muchos ámbitos, lo que incluye numerosas empresas de propiedad francesa y extranjera. Los Decretos de Marzo tenían un alcance limitado, y se aplicaba sobre los biens vacants nacionalizados. El desarrollo e implementación de la autogestión argelina siempre se concibió como un proceso gradual que fomentaba la transición al socialismo desde la base y la periferia, empoderando a la población rural y dotándola de un nuevo poder y control sobre su subsistencia.
Influencia de Abderrahman Bouchama (1910-1985)
Uno de los ideólogos clave del socialismo argelino y del modelo de autogestión fue Abderrahman Bouchama (1910-1985). En una serie de ensayos publicados en 1966 con el título L'arceau qui chante [El arco que canta], el arquitecto Abderrahman Bouchama esbozó un nuevo camino para la Argelia posrevolucionaria.
Los textos de Bouchama eran ambiciosos en cuanto a los esfuerzos necesarios y los pasos que se debían seguir para construir un estado socialista revolucionario inmediatamente después de la independencia de Argelia en 1962. Bouchama visionaba una Argelia socialista revolucionaria que fuese a su mismo tiempo un referente de solidaridad afroasiática y panislámica. En su visión, las políticas de autogestión del presidente Ahmed Ben Bella formaban parte de estos esfuerzos, en la medida en que pretendían impulsar la redistribución de la propiedad, la relocalización de los recursos, la reestructuración de la mano de obra y la redefinición de la cultura nacional. Otros ideólogos sobre el camino hacia la Argelia socialista fueron Anatole Kopp, Pierre Chazanoff y Georgette Cottin-Euziol.

#### Caída del poder
Sin embargo, apenas tuvo tiempo de poner a prueba su programa de modernización del país sobre un molde socialista y nacionalista, pues su personalismo y su liderazgo indiscutible durante la lucha de independencia pronto provocó descontentos en el seno de su propio partido, y se enfrentó a una creciente oposición durante el ejercicio del poder, tanto en el Gobierno como en el Frente de Liberación Nacional. La oposición se fortaleció en torno a líderes históricos como Khider, Boudiaf, Ferrhat Abbas y Aït Ahmed que incitaron a Kabilia a sublevarse y mantener una guerra de guerrillas. Ben Bella tuvo que reprimir en julio de 1964 una revuelta en Biskra, dirigida por el coronel Chaabani que fue condenado a muerte. Todo esto desembocó en el golpe de Estado del coronel Houari Boumedienne, jefe de Estado Mayor del ejército argelino, el 19 de junio de 1965.
Las causas del Golpe de Estado pueden encontrarse en la situación política que se vivía en ese momento, caracterizada por las continuas confrontaciones internas del FLN y las presiones exteriores, principalmente por la problemática definición de las fronteras del país y la guerra de las arenas con Marruecos, provocada también por problemas fronterizos y en la cual países como Francia y EE. UU. apoyaban a Marruecos para que Argelia abandonara la zona en disputa (Tinduf y Béchar).
El 18 de junio de 1965 el ejército argelino fue colocado en estado de alerta. El coronel Tahar Zbiri, nombrado recientemente jefe del Estado Mayor por Ahmed Ben Bella, había pactado secretamente con Houari Boumedienne. Ese día, Zbiri dirigió las operaciones que terminarían abruptamente con el mandato del primer presidente de Argelia independiente. El coronel Ahmed Draïa, comandante de las Compañías Nacionales de Seguridad (CNS) retiró a los guardas del CNS que custodiaban la «Villa Joly», residencia de Ben Bella, y permitió que éstos fuesen sustituidos por hombres de la seguridad militar.
El fin de la autogestión
En junio de 1965, el experimento de la autogestión llegó a un abrupto fin cuando Houari Boumediene depuso a Ben Bella del poder con un golpe militar incruento. Boumedienne supuso un cambio rumbo desde el primer momento en lo que refería a la gestión agraria. La política de Ben Bella no tardó en ser criticada por la nueva administración, especialmente, como el modelo incitó a la corrupción en cargos directivos y en como era ineficaz a la hora de desmantelar el sistema capitalista. Aunque breve, el experimento de la autogestión argelina situó a Argelia y al Magreb en el centro de la solidaridad afroasiática y panislámica, un impulso que se articuló con fuerza en los escritos de Bouchama.
Boumedienne significó un cambio de visión, el abandono de la autogestión en favor de la centralización. En 1967, los comités de gestión pasaron a estar bajo la supervisión directa del Ministerio de Agricultura, una medida que aceleró el desmantelamiento de las instituciones clave de la autogestión creadas por Ben Bella, así como la adopción de la planificación estatal centralizada y el avance hacia un modelo organizativo más vertical.
La Oficina Nacional de la Reforma Agraria, bajo la dirección de Mohammed Harbi, se disolvió también en 1966. La organización de la agricultura bajo Boumedienne seguía el modelo de cooperación agrícola, pero era un modelo más centralizado. Se organizaba en un sistema con tres niveles de representación: una asamblea soberana, un consejo de trabajadores (órgano deliberativo), y un consejo de administración (órgano ejecutivo). Con Boumediene, el socialismo argelino se acercó al modelo soviético, sobre todo en lo que respecta a la intervención del Estado y el control centralizado. La nueva administración denunció las políticas de autogestión de Ben Bella como una versión abiertamente secular y eurocéntrica del socialismo.

### Confinamiento político
Ben Bella, que acababa de regresar de una gira por el interior del país, terminó aquel 18 de junio convertido en prisionero de sus antiguos compañeros, sin que hubiese sido necesario disparar ni un solo tiro. Ahmed Medeghri, Abdelaziz Bouteflika, Tahar Zbiri, Ahmed Draïa, Kald Ahmed y Salah Yahiaui eran los hombres del poderoso grupo de Boumedienne que habían decidido acabar con Ben Bella antes de que éste adquiriese la suficiente base como para hacer imposible su derrocamiento, destituyéndolo de la dirección de un Estado que sobrevivía gracias al consenso que generaban el ejército y la idea de construir un estado nacionalista árabe y socialista a partir de políticas populistas y dirigidas a favorecer el desarrollo.
La figura de Boumedienne era ya omnipotente cuando Ben Bella fue nombrado presidente de la República de Argelia. Esto puede verse claramente en la formación del primer gobierno, el 26 de septiembre de 1962, cuando la composición de este no impide que el ejército tenga el control sobre toda la maquinaria del Estado. Lo que suponen, por otra parte, las bases de los elementos del golpe de Estado de 19 de junio de 1965.
En 1971, mientras se encuentra confinado en Chateau Holden, nombre inglés del lugar donde permanecía arrestado, por referencia a los colonos de esa nacionalidad que habían construido la casa, una construcción muy aislada, cerca de Douera, unos veinte kilómetros al sur de Argel, acuerda su matrimonio con la periodista Zohra Sellami, quien lo criticó con dureza cuando él estaba en el poder. Se conocieron en prisión, cuando ella fue por petición de la madre de Ahmed Ben Bella, y se casaron después del tercer encuentro. Zohra se mudó a vivir con él a la cárcel. Ben Bella y Zohra no podían tener descendencia por lo que adoptaron dos niñas, Mehdia y Nouria (y más tarde un niño, Ali), quienes compartieron confinamiento con sus padres, durante siete años.

### Regreso a la actividad
Las condiciones de vida mejoran poco a poco, principalmente desde la muerte de Boumedienne a finales de 1978. En 1979 se le asigna una pensión de 12.000 dinares y un chalet en Alger-Bologhine. Seis meses después se le transfiere junto a su familia, bajo arresto domiciliario, a la localidad de M'Sila, en el sur de Argelia. En octubre de 1980, se exilió en Ginebra, Suiza. Desde allí creó el Movimiento Democracia para Argelia (MDA), que no fue legalizado hasta 1990. Ese año volvió a su país para participar de las primeras elecciones en Argelia, tras la descomposición del régimen de partido único, y participar en la política como uno de los líderes de la oposición. En septiembre, es autorizado a realizar peregrinación a La Meca, y luego un viaje a los Estados Unidos, donde visita las reservas de los indígenas americanos. Tras esto decide no regresar a Argelia y rompe el silencio, empezando por los abusos y los males que ha producido en Argelia el régimen del FLN como partido único ("El partido único es un mal"), la corrupción y la mala gestión.
Finalmente su partido no se presentó a las elecciones, ganadas por el entonces gobernante Frente Islámico de Salvación (FIS). Lo que siguió fue una época de absoluto terror que lleno el país de caos y sangre.

### De revolucionario a pacifista
En 1981 es nombrado Presidente de la Comisión Islámica Internacional de Derechos Humanos. A partir de ese momento y hasta el año 2003, cuando fue elegido presidente de la Campaña Internacional contra la Agresión en Irak en la Conferencia de El Cairo, Ben Bella quedó al margen de la política.

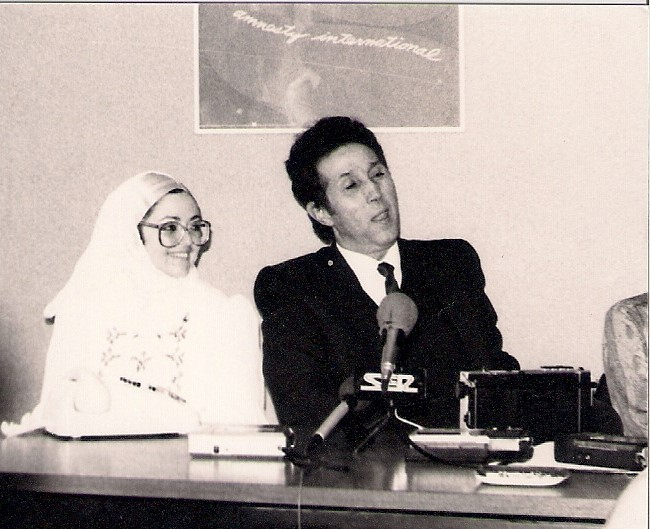

En 1983, con ya sesenta y siete años, veintidós de los cuales ha estado en distintas prisiones, Ahmed Ben Bella no solamente critica abiertamente al régimen del Presidente Chadli Bendjedid, habla también sobre la corrupción y el mal gobierno y va más allá de las fronteras de su país natal para examinar las formas de gobiernos y las actitudes de estos en la mayoría de los países pobres. También deplora la forma en que se llevó a cabo el diálogo entre el Norte y el Sur. En 1992, el ejército impulsó un nuevo golpe de Estado y Argelia inició una década de guerra civil entre el poder militar y los movimientos islámicos radicales. Desde entonces, el nacionalista que antes había tomado las armas para defender a su país, se convirtió en un líder pacifista internacional que vivió en distintos lugares del mundo, pero manifestándose contra el imperialismo.

### Fallecimiento
Durante sus últimos años fue el presidente del comité que entregaba el Premio Internacional Gadafi de los Derechos Humanos. Finalmente, debido a complicaciones por su avanzada edad, Ahmed Ben Bella falleció en Argel el 11 de abril de 2012, a los 96 años.